# Великая Триада (Генон)
Великая Триада («La Grande Triade», Gallimard, 1946) — книга французского философа Рене Генона, в которой он на материале метафизики и символизма «дальневосточной традиции» рассматривает Универсальную Манифестацию как результат взаимодействия двух начал — Сущности и Субстанции («Неба» и «Земли»),  полярных с точки зрения проявления, но нераздельных в Едином (принципе Бытия). Третье, опосредующее начало, «Человек», то есть «Универсальный Человек», собственно, и символизирует собой совокупность всего проявленного.
Генон приводит в пример различные троичности в разных частных традициях, подчёркивая, что внешняя схожесть терминов не всегда означает их тождество. Триада «Небо (кит. Тянь), Земля (Ти), Человек (Жэнь)» соответствует триаде «Пуруша, Пракрити, Аватара» индуистской традиции и означает «Сущность, Субстанция и Проявление». Геометрически эта триада изображается перевёрнутым треугольником. «Небо»  и «Земля» объединены за пределами проявления в Едином (Тай-цзи, Тай-и), точнее, «исходят» от него, что геометрически представляется треугольником вершиной вверх. Два упомянутых треугольника, или тернера, объединяются, благодаря общности терминов «Небо» и «Земля», в один четырёхугольник, кватернер. При этом средний термин нижнего тернера, «Проявление», становится как бы отражением среднего термина верхнего тернера, Единого. «Выше» Единого есть ещё Не-Бытие (У-цзи), соответствующее «бесполому Брахме» индуистской традиции и сам бескачественный Высший Принцип — Дао («Путь»). 

Двойная спираль, символизирующая взаимодействие Инь и Ян

Если троичность «Пуруша, Пракрити, Аватара» символизирует «внешнее» проявление Единого, то его «внутренняя» троичность выражена формулой Сат-чит-ананда, то есть единство познающего, познания и познанного. Именно этой троичности в определённой мере соответствует Троица в христианстве.
Ещё одна троичность индуистской традиции — «Небо, Атмосфера, Земля» (Трибхувана) — несмотря  на схожесть терминов не совпадает с триадой «Небо, Земля, Человек». Она означает три ступени проявленного Сущего — неоформленную, тонкоформальной и телесную — и соотносится с троичностью «Spiritus, Anima, Corpus» («Дух, Душа, Тело») западной традиции.
Генон рассматривает в проявленном Бытии взаимодействие двух тенденций — нисходящей (Инь) и восходящей (Ян), соответствующих влиянию «Земли»  и «Неба». Это циклический процесс проявления, состоящий из двух фаз — коагуляции и растворения. Нисходящая тенденция производит сгущение, коагуляцию проявленного, а восходящая — его растворение и возвращение к Принципу. В отношении индивидуальных существ это, по терминологии Аристотеля, генезис, «порождение» и фтора, «разложение». В отношении «миров», или уровней манифестации, это, по индуистской терминологии, Кальпа и пралайя. «Притяжение Земли» вызывает конденсацию Субстанции, что равнозначно диссипации Сущности, «притяжение Неба», соответственно, обратным образом — диссипацию Субстанции и конденсацию Сущности.
Символом взаимодействия Инь и Ян является двойная спираль. «Макрокосмическая» интерпретация данного изображения может относиться к двум полусферам Мирового Яйца, к взаимосвязи стадий двойственного действия универсальной силы проявления — нисходящей, или катабаза, «развёртывания» космоса, и восходящей, анабаза, «свёртывания» космоса в непроявленное, закручивающихся вокруг оси «Полюса» (видимой с разных сторон), а также к представлению предшествующих (чёрная половина) и последующих (светлая половина) циклов манифестации. «Микрокосмическое» толкование касается циркуляции тонких потоков в человеческом теле.
С более универсальной точки зрения, «Небо» (Эссенция, Ян) и «Земля» (Субстанция, Инь)  отражают на космологическом уровне фундаментальные метафизические принципы «Цянь» (Khien) и «Кунь» (Kouen), или «активное Совершенство» и «пассивное Совершенство», две стороны «абсолютного Совершенства» Высшего Принципа. В качестве элементов триграмм и гексаграмм И Цзин (Книги Перемен) Ян представлено непрерывной чертой, Инь прерванной чертой, из их комбинаций слагается всё множество («десять тысяч») вещей проявленного мира.
В символизме тройного времени сущностный принцип проявления связан с будущим, субстанциальный принцип — с прошлым, человек — с настоящим.  Соответственно, Сущность соотносится с Провидением, Субстанция — с Судьбой, Человек — с Волей.
Касаясь «строения» индивидуальных существ, в том числе и человека, Генон отмечает:

В индивидуальной природе каждого существа есть два разнопорядковых элемента, которые необходимо различать (…): индивидуальная природа прежде всего следует тому, что существо есть само по себе и что представляет его внутреннюю и активную сторону, а затем, во вторых, ансамблю   влияний среды, в которой оно проявляется, которая представляет его внешнюю и пассивную сторону. (…) или, в алхимических терминах, каким образом Соль происходит от действия Серы на Ртуть (…)
— Рене Генон. Великая Триада, глава XIII. Пер. Т. Любимовой.
Кроме того, в работе освещаются вопросы ритуальной ориентации, символизма чисел, отличия состояний «Истинного» и «Трансцендентного (Универсального) Человека». Генон различает «полярную» (лицом к Северу) и «солярную» (лицом к Югу) ориентации, подчёркивая изначальность первой. Числа, обозначающие универсальные идеи, исходят из единицы, которая считается не числом, но принципом всех чисел. Нечётные числа относятся к «Небу», чётные к «Земле». «Истинный Человек» воплощает изначальное, примордиальное состояние единства данного уровня манифестации и интегральность человека как индивидуального существа. Он соответствует «Универсальному Человеку», но пока лишь виртуально. Символ «Универсального Человека» объединяет в себе значения посредника между «Небом» и «Землей» (то есть проявления в целом, всех его уровней) и высшего состояния, достигаемого на пути инициации.
«Универсальный Человек», шэнь-жэнь, или его «заместитель» в конкретном состоянии проявления, «Истинный Человек», чжэнь-жэнь, выступают в качестве радиуса так называемого «Колеса Мира» (Rota Mundi, герметический и розенкрейцерский символ), причём голова отождествляется с центром, то есть с «Небом», замещающим само Единое, а ноги находятся на окружности, «Земле», представляющей субстанциальную множественность.